# Maison de Pougy
La Maison de Pougy est une famille féodale du Moyen Âge, originaire du village de Pougy, dans le comté de Champagne, et était vassale des comtes de Champagne.

## Origines
La famille de Pougy n'est pas bien connue mais est fort ancienne. Elle serait probablement issue de celle d'Arcis-sur-Aube,.

## Généalogie
- Isembert de Pougy, probable seigneur de Pougy du milieu du XIe siècle.

- Pierre de Pougy, probable seigneur de Pougy de la fin du XIe siècle. Sans doute le fils du précédent. Il aurait épousé Clotilde de Saint-Léger, dont il aurait eu au moins un enfant :
  - Renaud Ier de Pougy, qui suit.
  - Guillaume de Pougy, qui hérite de la seigneurie de Saint-Léger. Il épouse Hilde de Sommeval dont il a au moins deux enfants :
    - Pierre de Pougy, co-seigneur de Saint-Léger.
    - Guyon de Pougy, co-seigneur de Saint-Léger qui épouse Agnès de Pont-sur-Seine dont il a au mois un enfant :
      - Renaud de Pougy, seigneur de Saint-Léger qui épouse une femme prénommée Marguerite dont il a deux filles : Luce et Marguerite de Pougy.

- Renaud Ier de Pougy († vers 1142), seigneur de Pougy. Il épouse Ide de Joncreuil dont il a cinq enfants. Il épouse probablement en premières ou secondes noces une fille issue de la famille de Villemaur et obtient grâce à ce mariage la seigneurie de Marolles.
  - Eudes de Pougy, qui suit.
  - Renaud de Pougy, chevalier, qui épouse Madeleine de Toucy, dame de Fontaines, fille d'Ithier III de Toucy et d'Élisabeth de Joigny.
  - Manassès de Pougy, chanoine, puis prévôt et enfin évêque de Troyes de 1181 à sa mort en 1190.
  - Pierre de Pougy, seigneur de Joncreuil.
  - Hugues de Pougy, qui épouse Desirade de Champlay, dame de Champlay, fille de Joscelin de Champlay et de son épouse Alise, dont il aurait deux enfants :
    - Hugues de Pougy, seigneur de Champlay, père de Girard de Pougy, chanoine à Troyes puis curé de Morvilliers en 1241.
    - Gauthier de Pougy, archidiacre de Troyes puis probablement évêque de Nevers de 1196 à 1202[2].

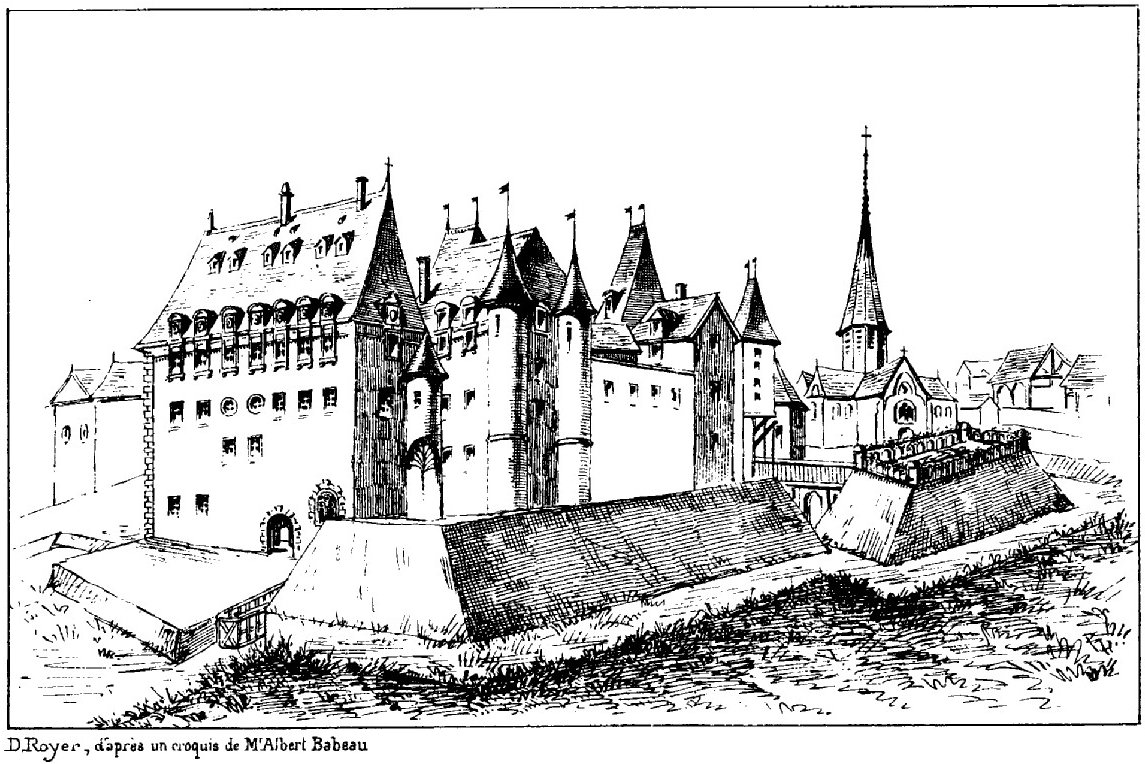
Ancien château de Pougy, aujourd'hui détruit.

- Eudes de Pougy († vers 1169), seigneur de Pougy et de Marolles à la mort de son père ainsi que connétable de Champagne. Il participe à la deuxième croisade avec le comte Henri Ier de Champagne. Il épouse Élisabeth de Joigny, dame de Champlay, probablement la fille de Renard III, comte de Joigny, et de Wandalmode de Beaujeu, veuve d'Ithier III, seigneur de Toucy, dont il a trois enfants[3] :
  - Renaud II Pougy, qui succède à son père.
  - Henri de Pougy, cité dans une charte de 1169 (ou après).
  - Pierre de Pougy, cité dans une charte de 1203.

- Renaud II de Pougy († vers 1205), seigneur de Pougy et de Marolles à la mort de son père. Il épouse Ode de Noyers, dame de Lagesse, fille de Miles IV de Noyers, seigneur de Noyers, et de son épouse Adeline de Chappes, dont il a quatre enfants :
  - Milon de Pougy, qui succède à son père.
  - Manassès de Pougy, qui succède à son frère et qui suit plus loin.
  - Guy de Pougy, chanoine à Beauvais.
  - Ermengarde de Pougy, qui épouse Érard d'Aulnay, fils d'Érard Ier d'Aulnay et d'Adeline d'Arzillières.

- Milon de Pougy († vers 1218), seigneur de Pougy et de Marolles à la mort de son père. Il épouse Élisabeth de Brienne, dame de Saint-Valérien, fille d'André de Brienne, seigneur de Ramerupt, et d'Adélaïde de Venizy, dont il a une ou deux filles :
  - Agnès de Pougy, qui épouse Jean Ier de Vendeuvre, seigneur de Vallery, fils de Bouchard de Vendeuvre et de Mahaut de Roucy (fille d'Alain), dont elle a cinq enfants.
  - Ode de Pougy, dame de Marolles, qui épouse Hugues de Vendeuvre, fils de Bouchard de Vendeuvre et Mahaut de Roucy (donc le frère de Jean Ier de Vallery ci-dessus), dont elle a trois enfants. Il s'agit peut-être de la même qu'Ode de Pougy, abbesse de Notre-Dame-aux-Nonnains en 1264 avant d'être démise et excommuniée par le pape en 1272.

- Manassès de Pougy († entre 1231 et 1240), seigneur de Pougy à la mort de son frère. Il épouse Helvise de Vendeuvre, fille d'Hugues IV de Vendeuvre et d'Helvise de Chacenay, dont il a deux enfants :
  - Renaud III de Pougy, qui succède à son père.
  - Milet de Pougy, co-seigneur de Vendeuvre, de Magny-Fouchard et Thieffrain. En 1267, il vend sa part de Vendeuvre à Jacques de Durnay.

- Renaud III de Pougy († en 1275), seigneur de Pougy à la mort de son père. Il épouse Marguerite de Liencourt, dont il a au moins un enfant :
  - Guillaume Ier de Pougy, qui succède à son père.

- Guillaume Ier de Pougy († en 1304), seigneur de Pougy à la mort de son père. Il épouse Blanche de Fleurbaix, dont il a au moins deux enfants :
  - Guillaume II de Pougy, qui succède à son père en tant que co-seigneur de Pougy avec son frère.
  - Jean de Pougy, qui succède à son père en tant que co-seigneur de Pougy avec son frère.

- Guillaume II de Pougy († en 1323), co-seigneur de Pougy avec son frère à la mort de leur père. Probablement mort sans union ni postérité.

- Jean de Pougy († en 1320), co-seigneur de Pougy avec son frère à la mort de leur père. Il épouse Jacquette de la Roche dont il a au une fille :
  - Jeanne de Pougy, qui succède à son père et à son oncle.

- Jeanne de Pougy († en 1340), dame de Pougy à la mort de son père puis de son oncle. Elle épouse Jean de Droupt, seigneur de Droupt-Saint-Basle

## Non relié
Gérard de Pougy, maréchal et chambellan de Jérusalem vers 1169, est très certainement issu d'une branche cadette de cette famille.

## Sources
- Marie Henry d'Arbois de Jubainville, Histoire des Ducs et Comtes de Champagne, 1865.
- Louis Le Clert, Étude historique sur Pougy, 1903.